# Wojciech Ziemba
Wojciech Ziemba (ur. 15 października 1941 w Wampierzowie, zm. 21 kwietnia 2021 w Olsztynie) – polski duchowny rzymskokatolicki, doktor teologii biblijnej, rektor Wyższego Seminarium Duchownego Hosianum w Olsztynie w latach 1982–1986, biskup pomocniczy warmiński w latach 1982–1992, biskup diecezjalny ełcki w latach 1992–2000, arcybiskup metropolita białostocki w latach 2000–2006, arcybiskup metropolita warmiński w latach 2006–2016, od 2016 arcybiskup senior archidiecezji warmińskiej.

## Życiorys
Urodził się 15 października 1941 w Wampierzowie w rodzinie Antoniego i Julii z domu Kapinos. W latach 1954–1956 kształcił się w liceum ogólnokształcącym w Mielcu, następnie w latach 1956–1958 w liceum ogólnokształcącym w Bystrzycy Kłodzkiej, gdzie uzyskał świadectwo dojrzałości. Od 1958 do 1960 był zatrudniony w Wydziale Finansowym Prezydium Rady Narodowej w Mielcu. W latach 1960–1967 odbył studia filozoficzno-teologiczne w Wyższym Seminarium Duchownym Hosianum w Olsztynie, przerwane w latach 1963–1965 przymusową zasadniczą służbą wojskową w Dęblinie. Święceń prezbiteratu udzielił mu 18 czerwca 1967 w Olsztynie biskup Józef Drzazga, administrator apostolski diecezji warmińskiej. Inkardynowany został do diecezji warmińskiej. Dalsze studia odbył w latach 1970–1974 w Instytucie Nauk Biblijnych Wydziału Teologicznego Katolickiego Uniwersytetu Lubelskiego, uzyskując doktorat z teologii biblijnej na podstawie dysertacji Wyznania ufności oraz ich teologiczne uzasadnienie w lamentacjach indywidualnych «Psałterza». W latach 1979–1980 pogłębiał specjalizację w Papieskim Instytucie Biblijnym w Rzymie.
W latach 1967–1969 pracował jako wikariusz w parafii św. Katarzyny w Kętrzynie, następnie w latach 1969–1970 w parafii św. Jakuba w Olsztynie. Od 1976 do 1979 był diecezjalnym dyrektorem Papieskich Dzieł Misyjnych.
Od 1974 do 1992 z przerwą na studia w Rzymie wykładał Pismo św. Starego Testamentu w Wyższym Seminarium Duchownym Hosianum w Olsztynie. Ponadto w latach 1974–1979 pełnił funkcję prefekta, w latach 1981–1982 był wicerektorem, a w latach 1982–1986 sprawował urząd rektora tego seminarium. Zajęcia dydaktyczne prowadził również w Instytucie Katechetycznym w Gietrzwałdzie, Instytucie Teologicznym dla Świeckich im. Jana Pawła II w Olsztynie i Wyższym Seminarium Duchownym w Ełku. Był także dyrektorem Studium Teologicznego Warmińskiego Instytutu Teologiczno-Historyczno-Pastoralnego i olsztyńskiego oddziału Towarzystwa Przyjaciół KUL. W latach 1977–1979 zajmował stanowisko sekretarza redakcji „Studiów Warmińskich”.
19 czerwca 1982 papież Jan Paweł II mianował go biskupem pomocniczym diecezji warmińskiej ze stolicą tytularną Falerone. Święcenia biskupie otrzymał 4 lipca 1982 w konkatedrze św. Jakuba w Olsztynie. Udzielił mu ich prymas Polski Józef Glemp, arcybiskup metropolita gnieźnieński i warszawski, w asyście Henryka Gulbinowicza, arcybiskupa metropolity wrocławskiego, i Jana Obłąka, biskupa diecezjalnego warmińskiego. Jako zawołanie biskupie przyjął słowa „Dives in misericordia Deus” (Bóg bogaty w miłosierdzie). Sprawował urząd wikariusza generalnego diecezji, był moderatorem kurii biskupiej i ekonomem diecezji. Należał do rady kapłańskiej, rady duszpasterskiej oraz Komisji Głównej Synodu Diecezji Warmińskiej. Od 1982 zajmował stanowisko dziekana warmińskiej kapituły katedralnej.
25 marca 1992, w wyniku reorganizacji struktur Kościoła katolickiego w Polsce, Jan Paweł II przeniósł go na urząd biskupa diecezjalnego nowo utworzonej diecezji ełckiej. Tego samego dnia kanonicznie objął diecezję, natomiast ingres do katedry św. Wojciecha w Ełku odbył 23 kwietnia 1992. W tym samym roku powołał Wyższe Seminarium Duchowne w Ełku i Diecezjalny Instytut Teologiczny, a rok później Diecezjalne Kolegium Teologiczne i „Caritas” Diecezji Ełckiej. W Gołdapi utworzył sambijską kapitułę konkatedralną w Gołdapi. Przeprowadził pierwszy w historii diecezji synod, a w 1999 gościł na jej terenie papieża Jana Pawła II.
16 listopada 2000 Jan Paweł II ustanowił go arcybiskupem metropolitą białostockim. 9 grudnia 2000 kanonicznie przejął archidiecezję i odbył ingres do bazyliki archikatedralnej Wniebowzięcia Najświętszej Maryi Panny w Białymstoku. Utworzył 20 parafii, zreorganizował sieć dekanatów, powołał Centrum Administracyjno-Pastoralne Archidiecezji Białostockiej. W 2005 zwołał I Kongres Eucharystyczny Archidiecezji Białostockiej, a w 2006 Kongres Miłosierdzia Archidiecezji Białostockiej.
30 maja 2006 papież Benedykt XVI mianował go arcybiskupem metropolitą warmińskim. Rządy w archidiecezji przejął kanonicznie 9 czerwca 2006, natomiast ingres do konkatedry św. Jakuba w Olsztynie odbył 11 czerwca 2006. 29 czerwca 2006 na placu św. Piotra w Rzymie otrzymał z rąk Benedykta XVI paliusz metropolitalny. Jako arcybiskup metropolita warmiński sprawował funkcję wielkiego kanclerza Wydziału Teologii Uniwersytetu Warmińsko-Mazurskiego w Olsztynie. W latach 2006–2012 przeprowadził I Synod Archidiecezji Warmińskiej. Przywrócił w archidiecezji organizowanie rejonowych konferencji formacyjnych duszpastersko-katechetycznych. W 2007 utworzył Archidiecezjalną Szkołę Muzyki Kościelnej i Archidiecezjalny Ośrodek Charytatywny „Caritas” Archidiecezji Warmińskiej w Rybakach, w 2008 Konwikt Kapłanów Warmińskich w Olsztynie i Kapitułę Kolegiacką w Lidzbarku Warmińskim, w 2009 Muzeum Archidiecezji Warmińskiej w Olsztynie, a w 2010 katolickie Radio Plus Olsztyn. 15 października 2016 papież Franciszek przyjął jego rezygnację z obowiązków arcybiskupa metropolity warmińskiego.
W ramach Konferencji Episkopatu Polski był przewodniczącym Komisji Misyjnej i Zespołu ds. Stałych Kontaktów z Episkopatem Litwy, należał do Komisji ds. Seminariów Duchownych, ds. Duszpasterstwa Ludzi Pracy, ds. Duszpasterstwa Ludzi Morza, Podkomisji Biblijnej przy Komisji ds. Nauki Katolickiej, Komisji Duszpasterstwa oraz Rady Ekonomicznej. W 1992 został apostolskim wizytatorem polskich seminariów duchownych. W 2006 był współkonsekratorem podczas sakry biskupa pomocniczego łomżyńskiego Tadeusza Bronakowskiego.
Zmarł 21 kwietnia 2021 w Olsztynie. 27 kwietnia 2021 został pochowany w krypcie arcybiskupów warmińskich konkatedry św. Jakuba Apostoła w Olsztynie.

## Wyróżnienia
Nadano mu honorowe obywatelstwo: Mikołajek (2000), Białegostoku (2006) Lidzbarka Warmińskiego (2008) i gminy Wadowice Górne (2015). Został też wyróżniony Odznaką Honorową za Zasługi dla Województwa Warmińsko-Mazurskiego (2009).
W 2011 otrzymał tytuł doktora honoris causa Uniwersytetu Warmińsko-Mazurskiego.